# Чаклунка (фільм)
«Чаклу́нка» (англ. Maleficent, досл. «Малефісента») — пригодницько-драматичний фільм, знятий режисером Робертом Стромберґом на основі казки Шарля Перро «Спляча красуня». У головних ролях — Анджеліна Джолі та Ель Феннінг. Прем'єра фільму відбулася 28 травня 2014.

## Сюжет
Юна чарівниця Малефісента вела відокремлене життя в зачарованому лісі, оточена казковими істотами, але одного разу все змінилося… В її світ вторглися люди, які принесли з собою руйнування і хаос, і Малефісенті довелося встати на захист своїх підданих, закликавши на допомогу могутні темні сили. У запалі боротьби Малефісента наклала страшне закляття на новонароджену дочку короля, прекрасну Аврору. Але, спостерігаючи за тим, як росте маленька принцеса, Малефісента починає сумніватися у правильності свого вчинку — адже, можливо, саме Аврора здатна вдихнути нове життя в чарівне лісове царство.

## В ролях
| Персонаж     | Актор                                         | Український дубляж                                |
| ------------ | --------------------------------------------- | ------------------------------------------------- |
| Малефісента  | Анджеліна Джолі, Ізабель Моллой (в дитинстві) | Ольга Сумська, Анна Поліщук (в дитинстві)         |
| Стефан       | Шарлто Коплі, Майкл Гіґґінс (в дитинстві)     | Володимир Терещук, Віктор Григор'єв (в дитинстві) |
| Аврора       | Ель Феннінґ                                   | Єлизавета Кучеренко                               |
| Травинка     | Імельда Стонтон                               | Тетяна Зіновенко                                  |
| Стеблинка    | Леслі Менвілл                                 | Тетяна Антонова                                   |
| Колючка      | Джуно Темпл                                   | Анна Соболєва                                     |
| Діевал       | Сем Райлі                                     | Володимир Волошин                                 |
| Принц Філіп  | Брентон Твейтс                                | В'ячеслав Хостікоєв                               |
| Король Генрі | Кеннет Кренем                                 | Олександр Ігнатуша                                |
| Оповідачка   | Джанет Мактір                                 | Ніна Касторф                                      |

### Інформація про дубляж
Фільм дубльовано студією «LeDoyen» на замовлення «Disney Character Voices International» у 2014 році.
- Переклад Романа Кисельова
- Режисер дубляжу — Анна Пащенко
- Звукорежисер — Михайло Угрин
- Координатор дубляжу — Аліна Гаєвська
- Мікс-студія — «Shepperton International»
- Творчий консультант — Мацей Ейман

Також ролі дублювали: Ігор Тимошено, Марія Нікітенко, Ксенія Нікітенко, Андрій Мостренко, Катерина Качан, Катерина Башкіна, Світлана Штанько, Юрій Сосков, Анатолій Барчук, Роман Чорний, В'ячеслав Дудко, Сергій Солопай та інші.

## Нагороди та номінації
| Рік  | Нагорода       | Категорія                 | Номінант                   | Результат |
| ---- | -------------- | ------------------------- | -------------------------- | --------- |
| 2015 | Премія «Оскар» | Найкращий дизайн костюмів | Ганна Шеппард, Джейн Клайв | Номінація |

## Продовження
Прем'єра продовження «Чаклунка 2: Володарка темряви» відбулася 17 жовтня 2019 року.